# Рудаков, Михаил Захарьевич
Михаи́л Заха́рьевич Рудако́в (8 июля 1914, Весёлый Подол, Полтавская губерния — 27 августа 1985, Москва) — советский живописец, график, иллюстратор, Заслуженный художник РСФСР.

## Биография
М. Рудаков родился в семье рабочего.
В 1933—1935 гг. учился в Харьковском художественно-промышленном институте.
В 1934 г. вступил в Союз художников в г. Харькове.
В 1934—1940 гг. работал в области книжной графики в периодической печати, занимался живописью.
В 1940 призван в Красную Армию, направлен в город Перемышль, в 99-ю стрелковую дивизию.
В 1941 г. переведён в редакцию газеты 26-й армии «Советский патриот». Награждён орденом Боевого Красного Знамени. В сентябре 1941 г., выходя из окружения (Киевский котёл), был ранен и попал в плен.
После освобождения Украины в 1943 г. был направлен в Белгород для работы в редакции фронтовой газеты. В феврале 1943 г. арестован, постановлением Особого совещания при НКВД СССР приговорен к 5 годам лагерей. Срок отбывал в Воркутлаге.
В 1949 освобождён с поражением в правах, направлен на спецпоселение в Архангельской области.
С 1949 по 1953 гг. жил в Котласе, работал главным художником Котласского драматического театра. В 1950 г. в Архангельске повторно вступил в Союз художников.
В 1953 г. нелегально переехал в Москву.
В 1957 г. реабилитирован, восстановлен в правах.
В 1961 г. в третий раз вступил в Союз художников — в Московское отделение СХ РСФСР. Работал художником в «Рекламфильме».
1963—1964 Выполнил серии графических листов к поэмам А. Блока, стихам Ф. Вийона.
1966 Первая поездка в Крым в Дом творчества в Гурзуфе.
1967 Первый творческий вечер в Доме художника в Москве.
1968 Получил мастерскую от Союза художников.
1969 Создал серию графических листов к роману Апулея «Метаморфозы, или Золотой осёл».
1974 Творческий вечер в Ленинграде.
1975 Второй творческий вечер в Доме художника в Москве.
1977 По заказу издательства «Советская Россия» иллюстрировал сборник повестей Н. В. Гоголя «Вечера на хуторе близ Диканьки». Работы были отвергнуты художественным советом.
В 1979 году состоялась творческая командировка в Испанию и первая персональная выставка в Москве.
1980—1984 Написал серию живописных работ «По Испании».
В 1982 году М. З. Рудакову было присвоено звание Заслуженного художника РСФСР. Состоялся творческий вечер и выставка работ «По Испании» в Центральном Доме художника в Москве, а затем персональная выставка «По Испании» в Доме дружбы с народами зарубежных стран в Москве.
1983 По заказу издательства «Художественная литература» проиллюстрировал роман А. Ананьева «Танки идут ромбом». Работы были отвергнуты Госкомиздатом.
В 1985 году состоялся творческий вечер М. З. Рудакова в Доме художника в Москве.
27 июля 1985 года Михаил Захарьевич умер в Москве. Похоронен на Введенском кладбище (18 уч.).
Произведения художника хранятся в музеях и частных собраниях в России и за рубежом.

## Выставки
- 1967 — Творческий вечер в Доме художника в Москве.
- 1974 — Творческий вечер в Ленинграде.
- 1975 — Творческий вечер в Доме художника в Москве.
- 1979 — Персональная выставка в Москве
- 1982 — Творческий вечер и выставка работ «По Испании» в Центральном Доме художника в Москве. Персональная выставка «По Испании» в Доме дружбы с народами зарубежных стран в Москве.
- 1991 — Персональная посмертная выставка в Доме художника в Москве.
- 2015 — Персональная выставка «Путешествие через Крым в Испанию», Открытый клуб, Москва